# Famiglia Pankhurst
La famiglia Pankhurst fu una potente ed attiva famiglia di femministe, suffragette, politiche e scrittrici britanniche.

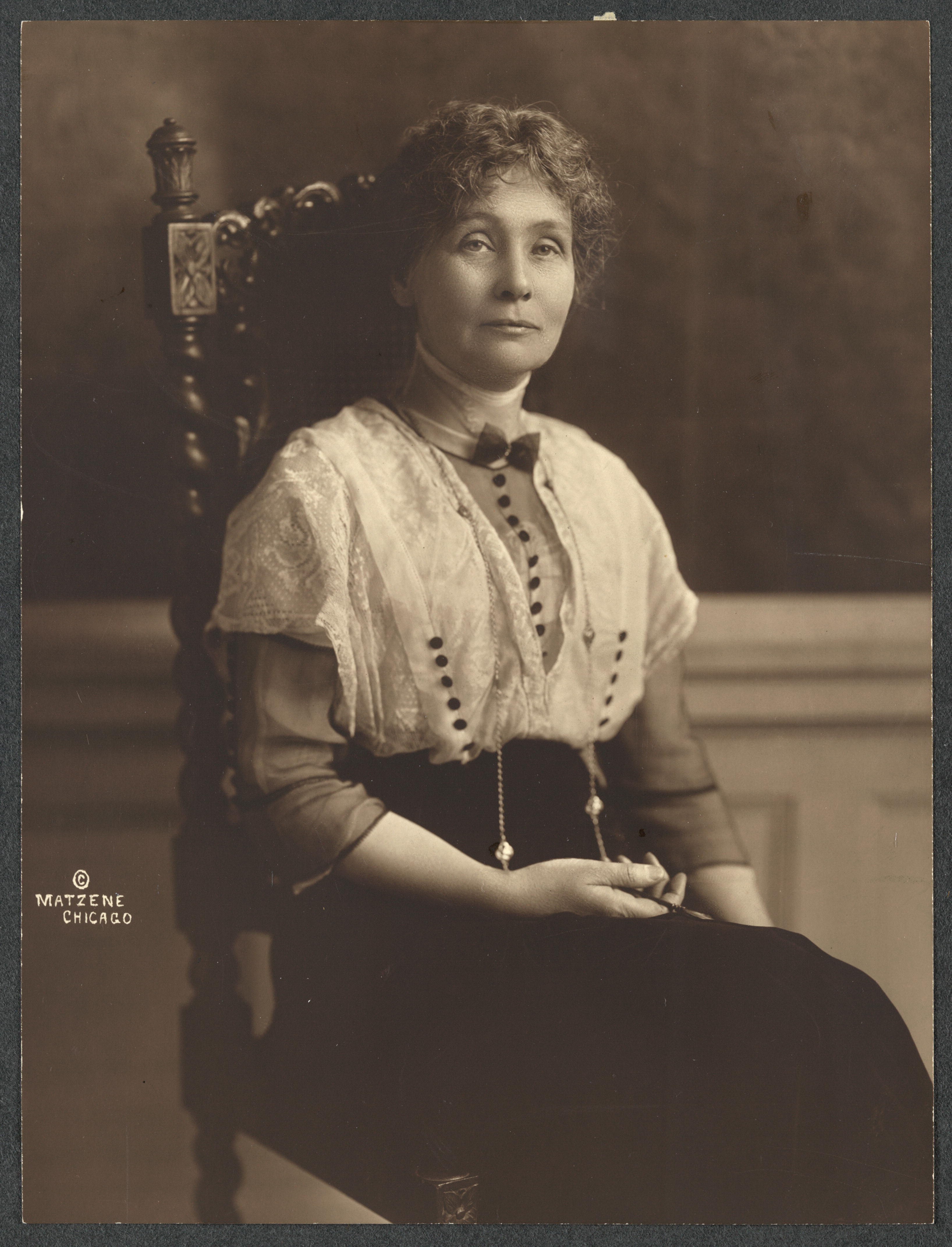
Emmeline Pankhurst, 1913

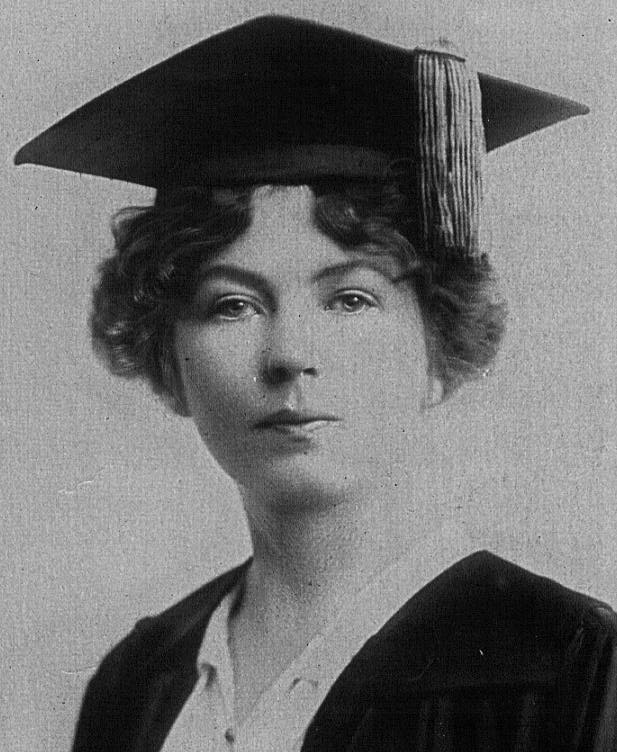
Christabel Pankhurst

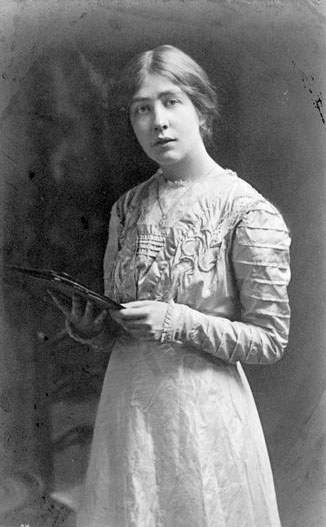
Sylvia Pankhurst, 1909

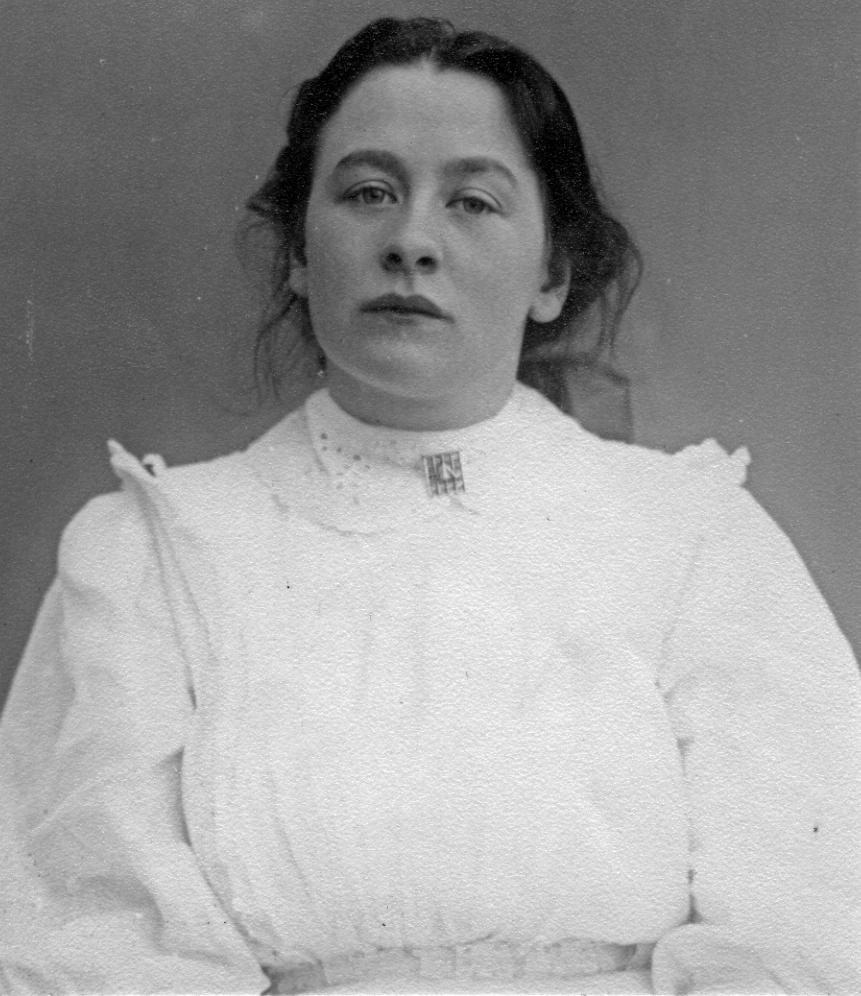
Adela Pankhurst

## Storia
- Emmeline Pankhurst, nata Goulden (Manchester, 15 luglio 1858 – Hampstead, 14 giugno 1928), è stata un'attivista e politica britannica che guidò il movimento delle suffragette del Regno Unito, aiutando le donne ad ottenere il diritto di voto, fu anche membro dell’ordine della Penna bianca.[1]
- Christabel Pankhurst, (Manchester, 22 settembre 1880 – Los Angeles, 13 febbraio 1958), figlia di Emmeline fu un'attivista e suffragetta britannica militante nel movimento per il suffragio femminile. Nel 1903 fu cofondatrice con la madre e la sorella minore Sylvia, della Women's Social and Political Union (WSPU), che diresse anche durante l'esilio in Francia dal 1912 al 1913. Nel 1914 si dichiarò a favore dell'entrata in guerra contro la Germania. Dopo la fine della guerra si trasferì negli Stati Uniti dove divenne predicatrice del movimento protestante avventista.[2]
- Sylvia Pankhurst, (Manchester, 5 maggio 1882 – Addis Abeba, 27 settembre 1960), figlia di Emmeline, è stata un'attivista, giornalista, scrittrice ed artista britannica. Militante nel movimento per il suffragio femminile, fu per un certo tempo un'attivista marxista libertaria, attiva nel movimento del comunismo consiliarista britannico, impegnandosi in seguito nelle cause dell'antifascismo, dell'anticolonialismo e della pace.[3]
- Adela Pankhurst, (Manchester, 19 giugno 1885 – Sydney, 23 maggio 1961), figlia di Emmeline, fu un'attivista, femminista e suffragetta britannica naturalizzata australiana. Fu parte del movimento per il suffragio femminile britannico e tra i fondatori del Partito Comunista d'Australia. Nella seconda parte della sua vita mutò le sue posizioni politiche diventando anticomunista e promuovendo un'idea piuttosto conservatrice del ruolo della donna.[4]

## Galleria d'immagini
| - Emmeline con il figlio Henry nel 1890. - Emmeline e Christabel Pankhurst in prigione nel 1908. - Emmeline Pankhurst in prigione (1911 circa) - Emmeline Pankhurst a New York nel 1913. - Sylvia Pankhurst nel 1910 circa - Sylvia Pankhurst, protesta a Trafalgar Square contro la politica inglese in India. - Da sinistra Emmeline Pankhurst e le sue figlie Christabel e Sylvia, alla Stazione di Waterloo, Londra - Christabel Harriette Pankhurst, cofondatrice della WSPU. - Adela Pankhurst e Annie Kenney alla Eagle House di Batheaston. - Le suffragette Jessie Kenney, Adela Pankhurst e Annie Kenney, 1909. |